# Leucania oxygala
Leucania oxygala là một loài bướm đêm trong họ Noctuidae.